# 昭和49年台風第18号
昭和49年台風第18号（しょうわ49ねんたいふうだい18ごう、国際名：シャーリー/Shirley）は、1974年9月に九州に上陸した台風である。

## 概要

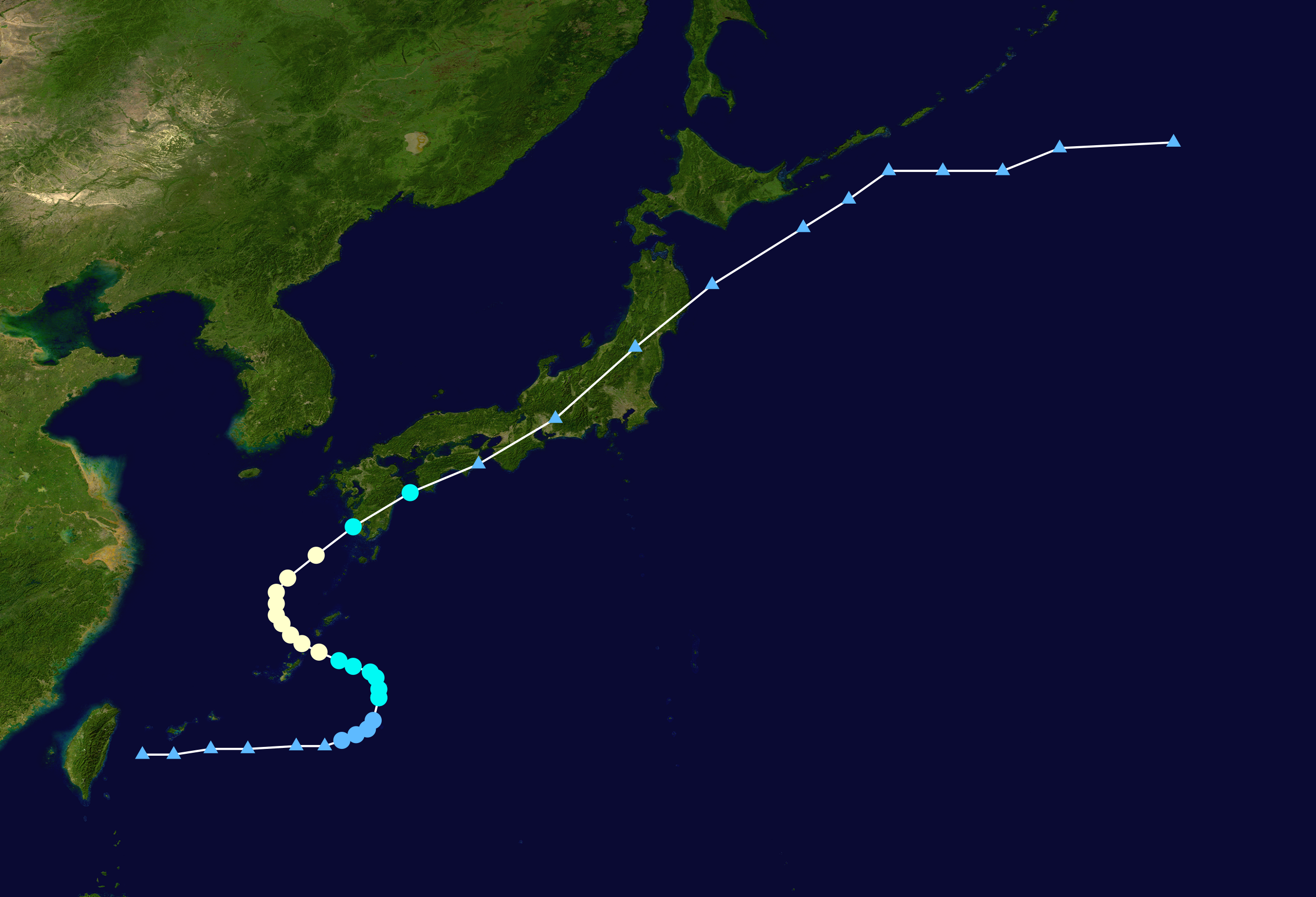
進路図

1974年9月2日15時に台湾の近海で発生した弱い熱帯低気圧は、東に進んで5日3時（JST）に、南大東島付近で台風18号となった。台風は北上して8日20時10分頃に鹿児島県枕崎市付近に上陸し、九州南部を横断して9日には豊後水道から愛媛県宇和島市付近に再上陸し、四国地方を東寄りに進んだ。そして同日6時に、土佐湾に進んで温帯低気圧に変わった。
台風が北緯30度を越えて北東進した8日9時の時点で、日本海中部には低気圧があり、これに伴う寒冷前線が山陰地方から九州北部に達しており、南下していた。しかし、台風が北東進していたため前線は近畿中部まで南下したが、その後は近畿中部を横断したままほぼ停滞し、台風から変わった温帯低気圧が紀伊水道を通過した9日10時の時点まで続いた。このため、兵庫県の淡路島南部を中心に神戸市・明石市周辺では、8日9時から9日9時にかけて160〜350mmの大雨となった。特に洲本市では、三波にわたる記録的な集中豪雨に見舞われた。
この台風と前線の影響で、大分県と愛媛県を中心に河川の増水や浸水などによる被害が相次いだ。
高知県土佐町では鉄砲水（土石流）が家屋に直撃して2人が死亡、大豊町でも山腹崩壊により家屋が倒壊して1人が死亡。さらに兵庫県洲本市でも山腹崩壊により家屋が倒壊して2人が死亡するなど少なくとも9人が死亡し、浸水・損壊家屋は8,000棟を上回る被害となった。